# Maggie's Farm
Maggie's Farm är en låt skriven av Bob Dylan 1965 och är en av Dylans första elektriska låtar. Låten är svår att tyda men folk anser att den handlar om att Dylan har slutat med folkmusiken och inte umgås i de kretsarna längre. Själva "Maggie's Farm" ska då föreställa livet kring folkmusiken.
På Newport Folk Festival 1965 sjöng Dylan Maggie's Farm. Publiken buade, inte bara för att han hade gått över från folk- till elektrisk musik, utan också för att ljudkvalitén var så dålig att man knappt kunde höra vad Dylan sjöng.
Låten släpptes ursprungligen på albumet Bringing It All Back Home 1965 men har dykt upp på många av Dylans samlingsalbum. I Europa släpptes låten även som singel i ett flertal länder och nådde plats 22 på brittiska singellistan.

## Album
- Bringing It All Back Home - 1965
- Bob Dylan's Greatest Hits, Vol. 2 - 1971
- Hard Rain - 1976
- Masterpieces - 1978
- At Budokan - 1979
- Real Live - 1984
- The Essential Bob Dylan - 2000
- The Bootleg Series Vol. 7: No Direction Home: The Soundtrack - 2005
- Dylan - 2007

## Coverversioner
- U2
- Rage Against the Machine
- Muse
- Mikael Wiehe (översatt till "Maggans Bar")

## Övrigt
- Låttext